# Émile Eisman Semenowsky
Émile Eisman-Semenowsky (ur. 1859 w Polsce, zm. 1911 we Francji) – francuski malarz urodzony w Polsce.
Urodził się prawdopodobnie w Polsce, w rodzinie żydowskiej lub o pochodzeniu żydowskim. Nie zachowały się informacje dotyczące miejsca i czasu edukacji, ale pewne jest, że nie pobierał nauk w Warszawie lub Krakowie. Większość prac artysty pochodzi z lat 80. XIX wieku, kiedy to mieszkał w Paryżu. Na początku pobytu w Paryżu został asystentem belgijskiego malarza Jana van Beersa.
Émile Eisman-Semenowsky tworzył obrazy o modnej wówczas tematyce orientalnej, najczęściej były to portrety kobiece lub sceny rodzajowe, które dość powierzchownie traktowały realia historyczne. Stylistyka antyczna lub orientalna była w przypadku twórczości tego artysty nakierowana na estetykę przedstawianych scen. Najliczniejszymi nabywcami prac Semenowskyego było paryskie mieszczaństwo, obecnie wiele prac znajduje się u kolekcjonerów w Stanach Zjednoczonych.

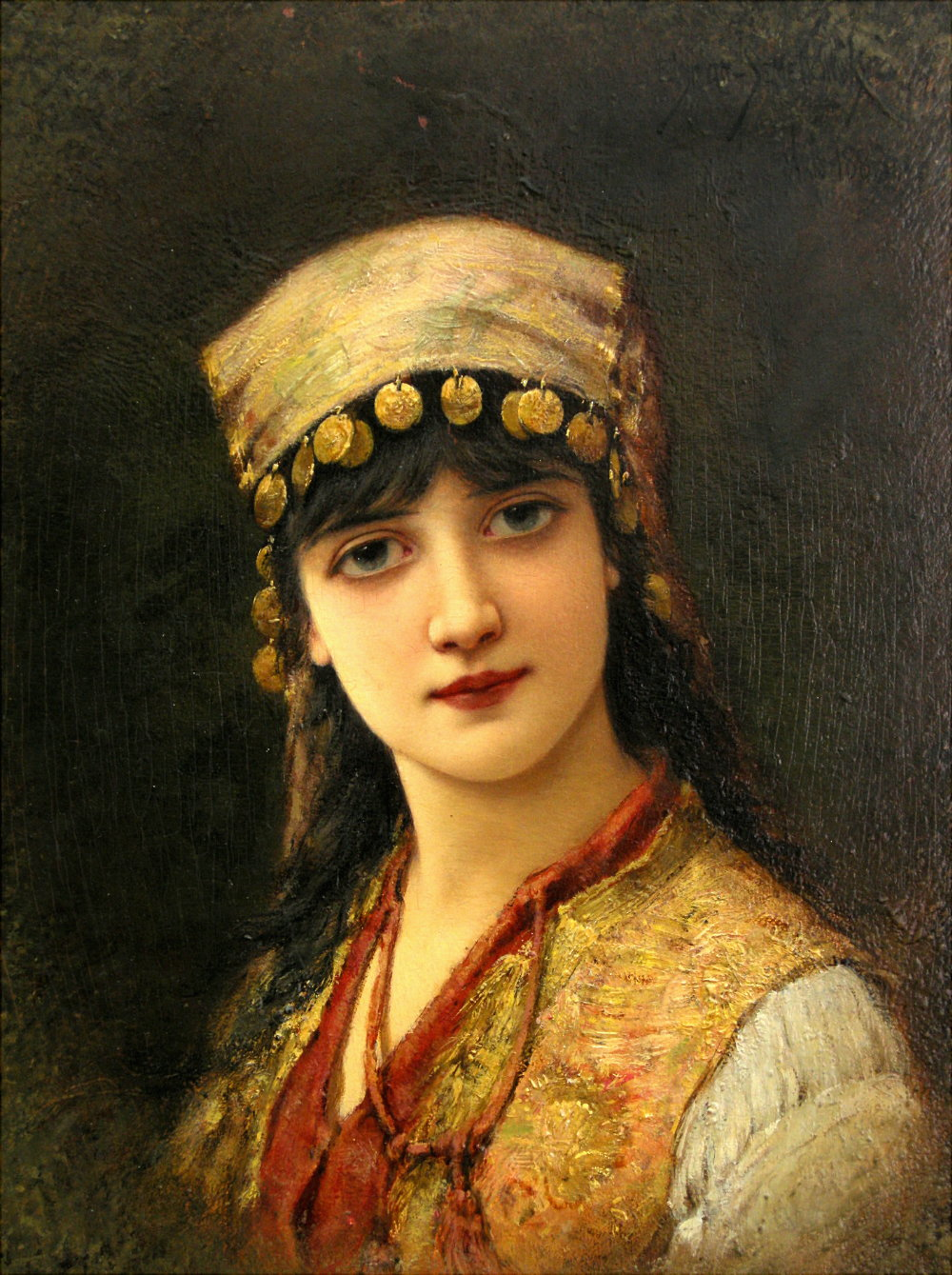
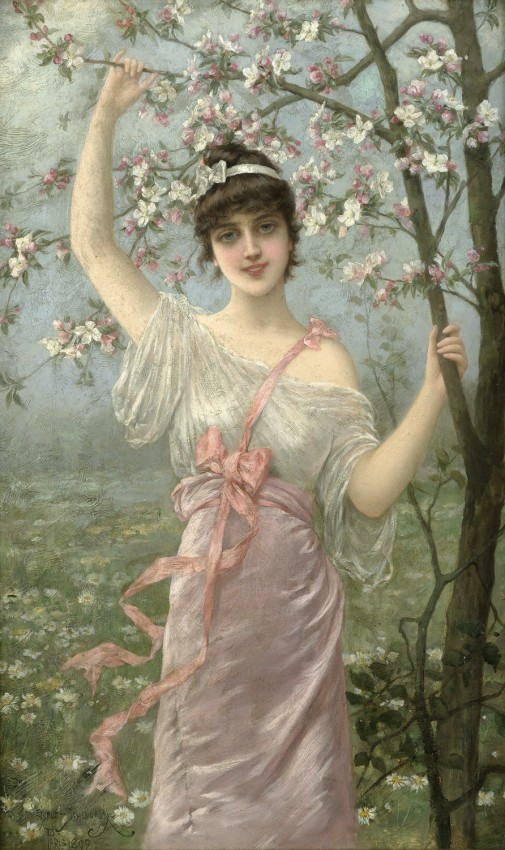
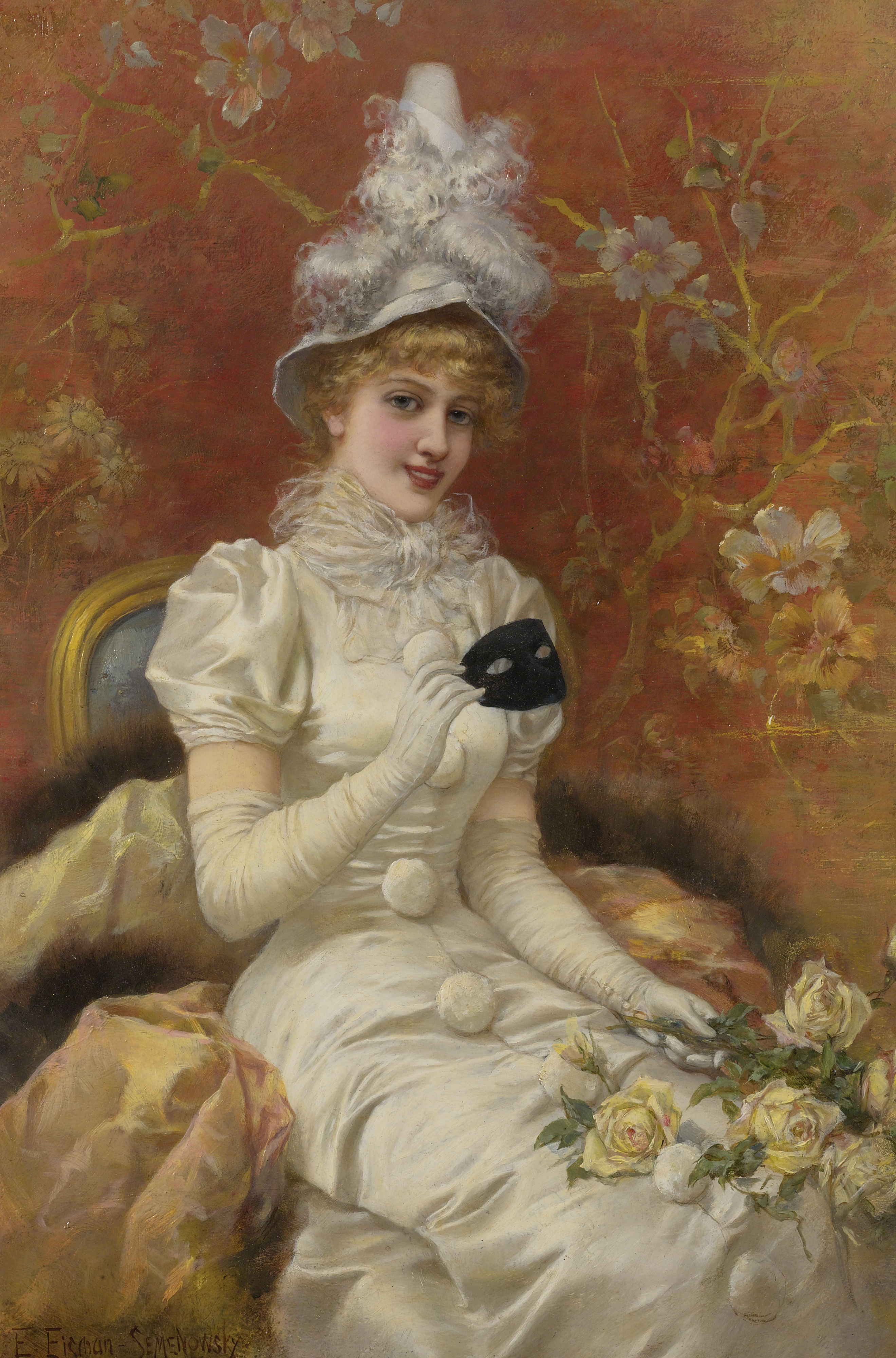
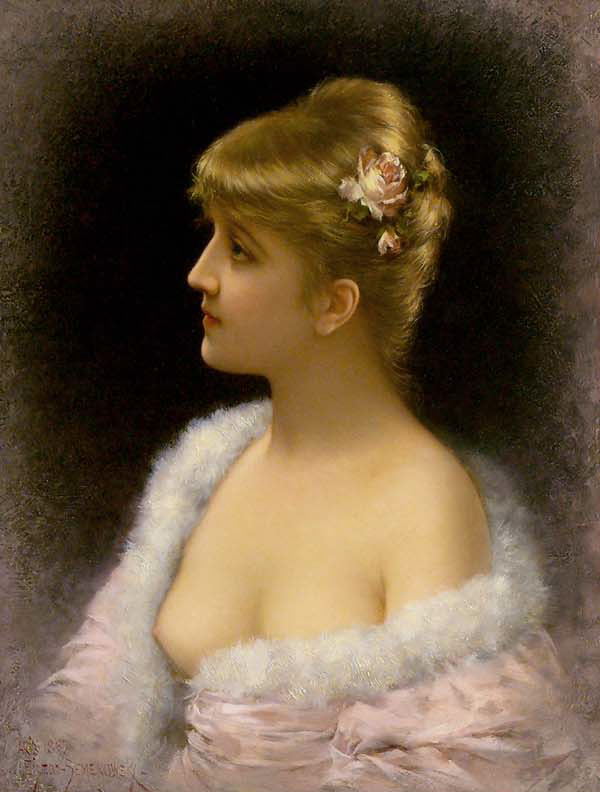